# Ђенкарлос Канела
Ђенкарлос Канела /0.17; (шп. Jencarlos Canela) амерички је глумац и певач.
Музичку каријеру је започео у дванаестој години уз бенд Boom Boom Pop. Године 2002. започео је солистичку каријеру. Наступао је на избору за Мис Универзума 2005.
Године 2006. снимио је рекламу за Форд, а затим је компоновао песму за Фордову кампању Ride it Like. Такође је компоновао песме на енглеском, италијанском, немачком и португалском језику. Свира клавир, гитару и бубњеве.
Као глумац је наступио у теленовели Pecados ajenos где је тумачио улогу Алфреда Тореса, а за исту теленовелу је заједно са доминиканском певачицом Крис Маријом компоновао и отпевао насловну нумеру. Године 2008. тумачио је епизодну улогу у теленовели Doña Bárbara.
Дана 16. јануара 2009. године потписао је ексклузивни уговор са америчком телевизијском кућом Телемундо.
У мају 2009. започело је нове Телемундове теленовеле Пали анђео, у којој је Канела тумачио главну улогу.
Дана 10. новембра 2009. објавио је дебитантски албум под насловом "Buscame".

## Филмографија
| Година:   | Српски назив:          | Оригинални назив: | Улога:                             | Жанр:      |
| --------- | ---------------------- | ----------------- | ---------------------------------- | ---------- |
| 2012—2013 | Забрањена страст       |                   | Бруно Хуртадо                      | теленовела |
| 2011.     | Моје срце куца за Лолу |                   | Андрес Сантакруз                   | теленовела |
| 2010.     | -                      |                   | Анхел Салвадор / Салвадор Домингез | филм       |
| 2009.     | Пали анђео             |                   | Анхел Салвадор / Салвадор Домингез | теленовела |
| 2008—2009 | Доња Барбара           |                   | Асдрубал                           | теленовела |
| 2007—2008 | Љубав и грех           |                   | Алфредо Торес                      | теленовела |

## Дискографија:
| Година: | Назив албума: |
| ------- | ------------- |
| 2009.   |               |
| 2011.   |               |
| 2014.   |               |